# گئورگ درتینگر
گئورگ درتینگر (انگلیسی: Georg Dertinger؛ ۲۵ دسامبر ۱۹۰۲ – ۲۱ ژانویهٔ ۱۹۶۸) یک سیاست‌مدار اهل جمهوری دمکراتیک آلمان بود.